# Itatiaya iuba
Itatiaya iuba är en spindelart som beskrevs av Polotow och Antonio D. Brescovit 2006. Itatiaya iuba ingår i släktet Itatiaya och familjen Ctenidae. Inga underarter finns listade i Catalogue of Life.